# Cancioneiro de Elvas

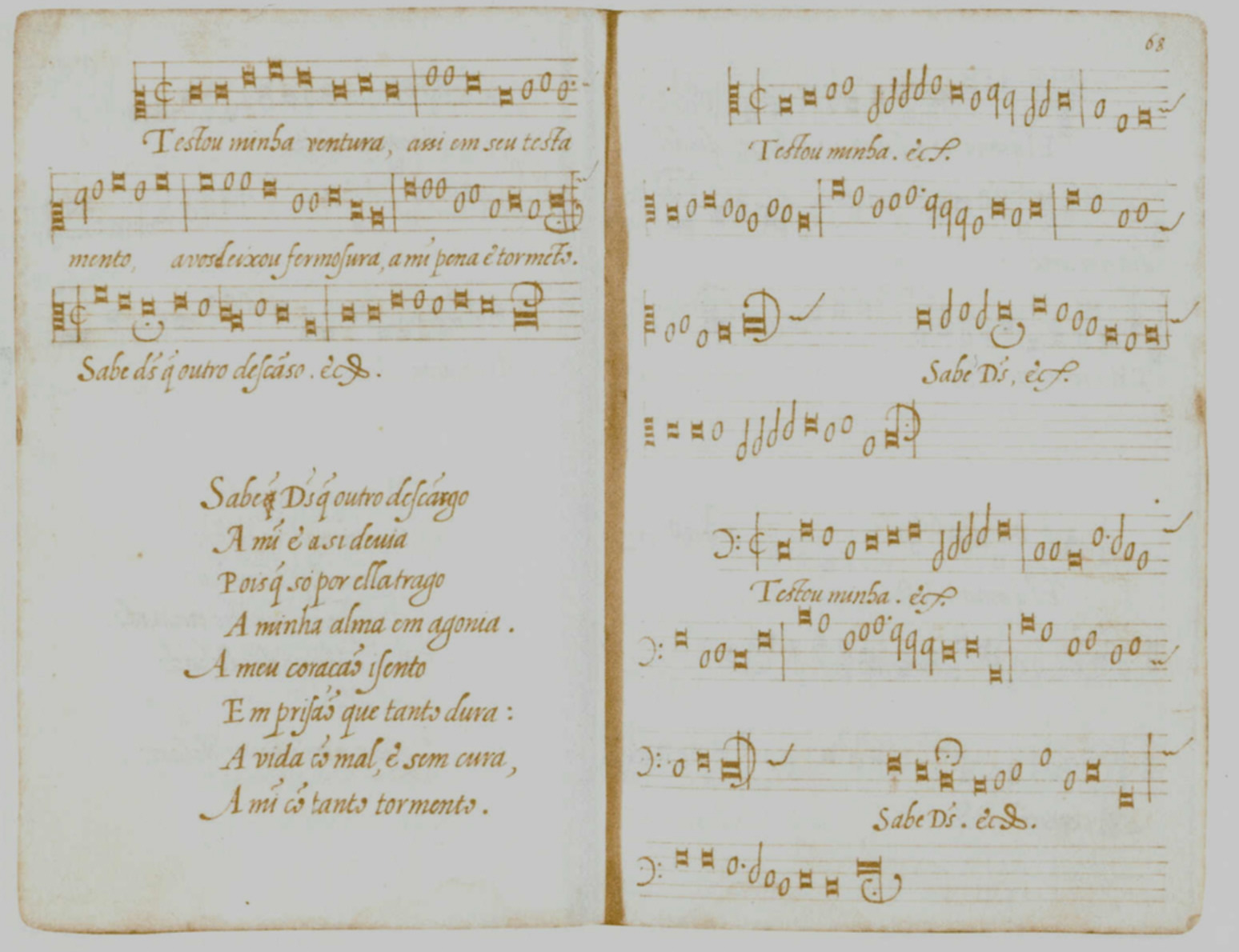
Cantiga Testou minha ventura

O Cancioneiro de Elvas (Elvas, Biblioteca Municipal Públia Hortênsia, Ms 11793) (P-Em 11793) é um manuscrito português do século XVI com música e poemas da época renascentista. É uma das fontes mais importantes de música profana na Península Ibérica, com obras em português e castelhano.

## O manuscrito
O manuscrito foi descoberto em 1928, na Biblioteca Municipal de Elvas, pelo musicólogo Manuel Joaquim e posteriormente publicado em 1940. É um dos quatro cancioneiros portugueses do século XVI que chegaram até nós. Os outros três são: o Cancioneiro de Lisboa, o Cancioneiro de Belém e o Cancioneiro de Paris.
Desconhece-se a data exata da sua cópia. Contudo, alguns fatores permitem dar uma datação aproximada:
- No manuscrito há uma cantiga com o texto de um poema escrito por Dom Manuel de Portugal, dedicada à sua amada D. Francisca de Aragão. Sabe-se que o poema foi escrito por volta de 1555.
- As páginas do livro possuem filigranas parecidas às usadas na Itália até a década de 1570.

Tudo isso permite afirmar que o Cancioneiro de Elvas foi copiado entre as décadas de 1560 e 1570, aproximadamente.
O tamanho do manuscrito é de 145 x 100 mm e consta de 100 fólios de papel. Apresenta restos de uma encadernação do século XVIII e foi encadernado de novo em 1965. No frontispício tem a inscrição: "ROMANCES / de / J.J. d'A.".
Está dividido em duas seções: 
- Seção I: Com 65 obras musicais. Parte do seu conteúdo perdeu-se, concretamente faltam os fólios ff. 1-39, 50, 105, 107 e 109. Carece de índice, provavelmente devido a que se encontrava nos fólios desaparecidos a princípio do manuscrito.

- Seção II: Contém 36 poemas, somente o texto, sem música. Tem sua própria numeração: ff. 1-36.

## As obras musicais
A parte musical do livro contém 65 obras polifónicas a 3 vozes, em castelhano e português, 3 delas incompletas. Todas as obras são anónimas. Contudo, a partir da comparação das peças com as de outros cancioneiros de origem ibérica, pôde ser determinada a autoria de 7 ou 8 delas: Juan del Encina (4 obras), Pedro de Escobar (2 ou 3 obras) e Pedro de Pastrana (1 obra).  Das 65 obras, 16 são em português e as demais em castelhano. 
Compõe-se de quatro coleções: duas delas com obras do repertório ibérico, ao redor de 1500, uma com peças portuguesas da primeira metade do século XVI, e a última com obras de origem portuguesa, com influência italiana, do terceiro quartel do século XVI.
As obras foram transcritas por três musicólogos: Manuel Joaquim, Manuel Morais e Gil Miranda.
A seguir inclui-se a lista das obras. Os códigos na coluna de "Gravações" especificam-se mais embaixo, na seção de "Discografia".

| Nº | Obra                               | Compositor        | Gênero    | Concordâncias | Gravações                              |
| -- | ---------------------------------- | ----------------- | --------- | ------------- | -------------------------------------- |
| 1  | Quedo triste receloso              | anónimo           | vilancico |               |                                        |
| 2  | Quierese morir Anton               | anónimo           | cantiga   |               |                                        |
| 3  | Secaronme los pesares              | Pedro de Escobar  | vilancico | CMP, CML, PAR | LES, DUF                               |
| 4  | Todo me cansa y me pena            | anónimo           | cantiga   |               |                                        |
| 5  | De vos y de mi quexoso             | anónimo           | cantiga   | PAR           |                                        |
| 6  | No andes tan aborrido              | anónimo           | cantiga   | PAR           |                                        |
| 7  | No piensen que á dacabar           | anónimo           | vilancico | PAR           |                                        |
| 8  | Perdi a esperança                  | anónimo           | vilancico | PAR           | LES                                    |
| 9  | Lo que queda es lo seguro          | Pedro de Escobar? | vilancico | CMP, FLO, PAR |                                        |
| 10 | Antonilla es desposada             | anónimo           | vilancico | PAR           |                                        |
| 11 | Bendito sea aquel dia              | anónimo           | quartilla |               |                                        |
| 12 | Ado estás alma mia                 | anónimo           | vilancico | PAR           |                                        |
| 13 | Pues quexar                        | anónimo           | sextilla  |               |                                        |
| 14 | Despososse tu amiga                | anónimo           | vilancico |               |                                        |
| 15 | Mas deveis a quien os sirve        | anónimo           | vilancico |               |                                        |
| 16 | Nadie se duela de mi               | anónimo           | vilancico |               |                                        |
| 17 | Quien con veros pena y muere       | anónimo           | vilancico | PAR           |                                        |
| 18 | Que sentis coraçon mio             | anónimo           | vilancico | PAR           | UFF                                    |
| 19 | Azme Amor el mal que puedees       | anónimo           | vilancico |               |                                        |
| 20 | Porque me nāo ves Ioāna            | anónimo           | vilancico |               | LES, UFF                               |
| 21 | Por una sola vez                   | anónimo           | vilancico |               |                                        |
| 22 | Señora aunque no os miro           | anónimo           |           | PAR           |                                        |
| 23 | Tu gitana que adevinas             | anónimo           | vilancico |               | UFF                                    |
| 24 | Por amores me perdi                | anónimo           | vilancico |               | UFF                                    |
| 25 | Las tristes lagrimas mias          | anónimo           | vilancico |               | UFF                                    |
| 26 | Perdido polos meus olhos           | anónimo           | vilancico |               |                                        |
| 27 | Cuydados meus tāo cuidados         | anónimo           | vilancico |               | LES, UFF                               |
| 28 | El que ama no descansa             | anónimo           | vilancico |               |                                        |
| 29 | Testou minha ventura               | anónimo           | cantiga   |               | LES, UFF                               |
| 30 | Ia nāo podeis ser contentes        | anónimo           | cantiga   |               | LES                                    |
| 31 | Parti ledo por te ver              | anónimo           | cantiga   |               |                                        |
| 32 | Que he o que vejo                  | anónimo           | cantiga   |               | UFF                                    |
| 33 | De vos e de mim naceo              | anónimo           | cantiga   |               |                                        |
| 34 | Toda noite e todo dia              | anónimo           | cantiga   |               |                                        |
| 35 | Con mi dolor y tormento            | anónimo           | cantiga   |               |                                        |
| 36 | Que dizen allá Paschual            | anónimo           | cantiga   |               |                                        |
| 37 | Se do mal que me quereis           | anónimo           | cantiga   |               |                                        |
| 38 | Ia que viveis tāo ausentes         | anónimo           | cantiga   |               |                                        |
| 39 | Nāo podem meus olhos vervos        | anónimo           | vilancico |               |                                        |
| 40 | Obriga vossa lindeza               | anónimo           | cantiga   |               | UFF                                    |
| 41 | Señora bem poderey                 | anónimo           | cantiga   |               |                                        |
| 42 | No veros y dessearvos              | anónimo           | quintilla |               |                                        |
| 43 | Ia dei fim a meus cuidados         | anónimo           | cantiga   |               |                                        |
| 44 | Aunque no me pidais cuenta         | anónimo           | vilancico |               |                                        |
| 45 | Mil vezes llamo la muerte          | anónimo           | vilancico |               |                                        |
| 46 | Una amiga tengo hermano            | Juan del Encina   | vilancico | CMP           | ANT, CON                               |
| 47 | Quien te traxo el cavallero        | Juan del Encina   | vilancico | CMP           | ANT, MAP                               |
| 48 | Vamonos Juan al aldea              | anónimo           | cantiga   |               |                                        |
| 49 | La vida y la muerte juntas         | anónimo           | vilancico |               |                                        |
| 50 | No tienen vado mis males           | Juan del Encina   | vilancico | CMP, UPS      | ANT, GUI                               |
| 51 | No m'agravio de la pena            | anónimo           | vilancico |               |                                        |
| 52 | Congoxa del mal presente           | anónimo           | vilancico |               |                                        |
| 53 | Todo plazer me desplaze            | anónimo           | vilancico |               |                                        |
| 54 | Ya cantan los gallos               | anónimo           | vilancico | CMP           |                                        |
| 55 | Sempre fiz vossa vontade           | anónimo           | vilancico |               |                                        |
| 56 | Romerico tu que vienes             | Juan del Encina   | vilancico | CMP, CMS      | ANT, VAL, BER, COM, ALT, SPI, DAE, UFF |
| 57 | Passame por Dios barquero          | Pedro de Escobar  | vilancico | CMP, LIS      | HIL, LES, UFF                          |
| 58 | Yo t'aconsejo Paschual             | anónimo           | cantiga   | PAR           |                                        |
| 59 | Llenos de lagrimas tristes         | Pedro de Pastrana | cantiga   | CMB           | UFF                                    |
| 60 | Oigan todos mi tormento            | anónimo           | vilancico |               | UFF                                    |
| 61 | Ojuelos graciosos                  | anónimo           | vilancico | PAR, BEL      |                                        |
| 62 | Mirad que negro amor, y que nonada | anónimo           | terceiro  | BEL           |                                        |
| 63 | Ala villa voy                      | anónimo           | vilancico |               | GOT, UFF                               |
| 64 | Aquella voluntad que se á rendido  | anónimo           | terceiro  | BEL           | UFF                                    |
| 65 | Venid a sospirar al verde prado    | anónimo           | terceiro  | BEL           | STU, UFF                               |
Concordâncias com outros manuscritos:

- [CMP] - Cancioneiro de Palácio (E-Mp 1335)
- [CMS] - Cancioneiro de Segóvia (E-SE s.s.)
- [UPS] - Cancioneiro de Uppsala
- [CMB] - Cancioneiro de Barcelona (Barcelona, Biblioteca de Catalunya, Ms 454) (E-Bbc 454)
- [PAR] - Cancioneiro de Paris (Paris, Bibliothèque École Nationale Supérieure des Beaux-Arts Masson 56) (F-Pba 56: Masson)
- [CML] - Cancioneiro de Lisboa (Cancioneiro Musical da Biblioteca Nacional) (Lisboa, Biblioteca Nacional C.I.C. 60) (P-Lm Res C.I.C. 60)
- [FLO] - Florência, Biblioteca Nazionale Centrale, Magliabechiano 107bis (I-Fm Magl. 107bis)
- [BEL] - Cancioneiro de Belém (Museu Nacional de Arqueologia e Etnologia ms. 3391)

## As obras literárias

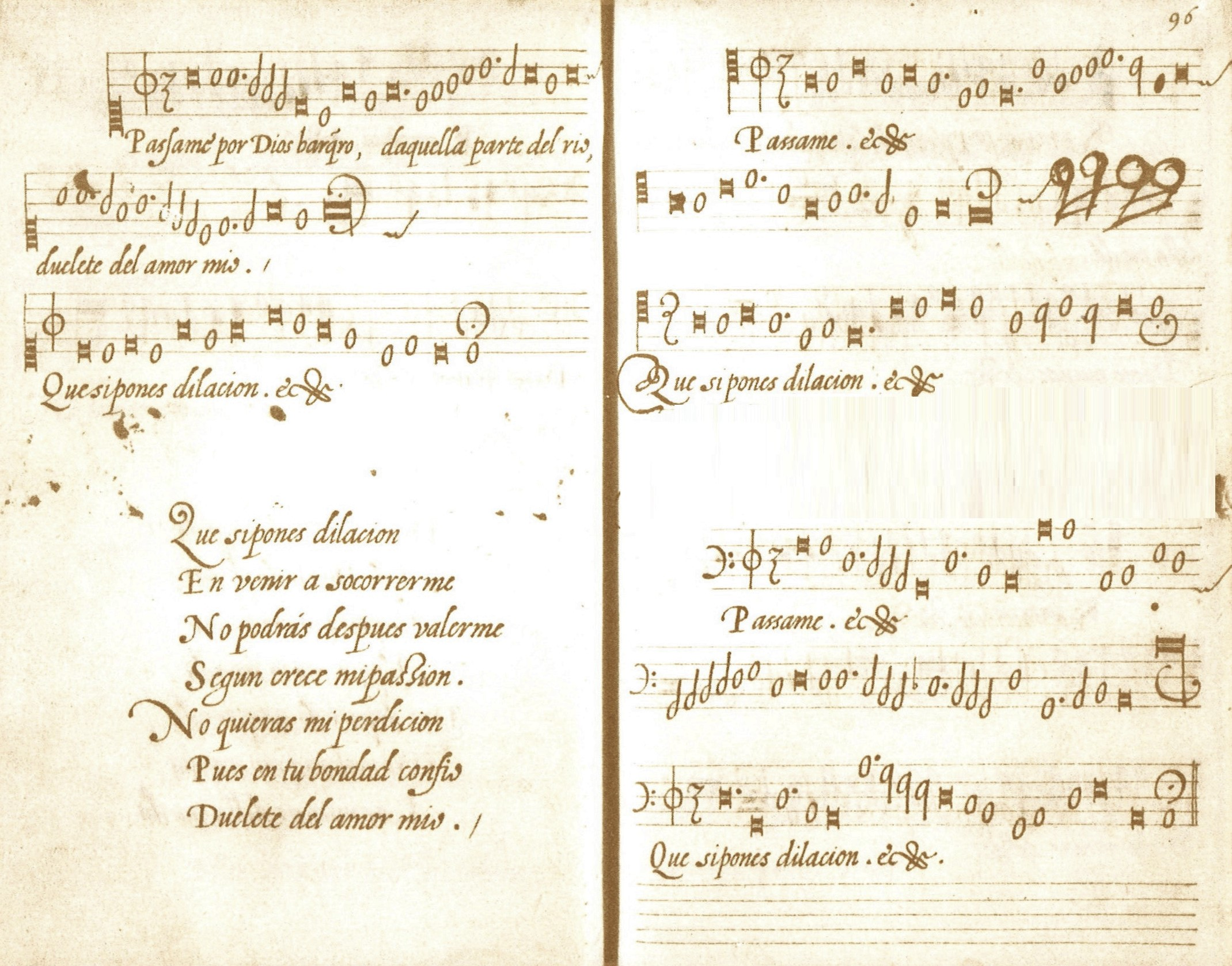
O vilancete "Pásame, por Dios, barquero" (em português: "Passa-me, por Deus, barqueiro"), uma famosa obra do compositor renascentista português Pedro de Escobar. Fac-símile do Cancioneiro de Elvas.

A seção literária do cancioneiro contém 36 obras, das quais 15 são romances, 7 são glosas e 14 são vilancicos e cantigas. Assim como ocorre com as obras musicais, a maior parte das obras literárias são em castelhano. Somente três são em português. Conhecem-se alguns autores por encontrarem-se seus poemas também em outras fontes. Entre estes literatos temos a: Juan del Encina, Garci Sánchez de Badajoz, Dom Manuel de Portugal, Pêro Andrade de Caminha e o Comendador Escrivá.

## Discografia
A discografia que vem a seguir ordena-se segundo o ano de gravação, embora se inclua a edição mais moderna em CD. Somente citam-se os discos originais, não os que são recopilações. 
- 1964 - [STU] Frühe spanische Musik im "Goldenen Zeitalter". Studio der frühen Musik. Telefunken "Das Alte Werk" AWT 8039 (EP).
- 1971 - [VAL] El Camino de Santiago. Cantos de peregrinación. Escolanía y Capilla Musical de la Abadía del Valle de los Caídos. Leoncio Diéguez. Laurentino Saenz de Buruaga. Cuarteto y Grupo de Instrumentos Antiguos Renacimiento. Ramón Perales de la Cal. EMI (Odeón) 7243 5 67051 2 8.
- 1974 - [BER] Old Spanish Songs. Spanish songs from the Middle Ages and Renaissance. Teresa Berganza. Narciso Yepes. . Pode ser encontrado em CD ensamblado com outras gravações em: Canciones españoles. Deutsche Grammophon 435 648-2.
- ???? - [ANT] Obra Musical Completa de Juan del Enzina. M.A.Tallante. Pro Mvsica Antiqva de Madrid y solistas. M.E.C.
- 1984 - [COM] Romeros y Peregrinos. Grupo Universitario de Cámara de Compostela. Carlos Villanueva. EMI Classics CB-067.
- 1989 - [LES] O Lusitano. Portuguese vilancetes, cantigas and romances. Gérard Lesne. Virgin Veritas 59071.
- 1991 - [DAE] El Cancionero de la Catedral de Segovia. Ensemble Daedalus. Roberto Festa. Accent ACC 9176. 1991.
- 1991 - [HIL] Spanish and Mexican Renaissance Vocal Music. Music in the Age of Columbus / Music in the New World. Hilliard Ensemble. Virgin 61394.
- 1993 - [ALT] In Gottes Namen fahren wir. Pilgerlieder aus Mittelalter und Renaissance. Odhecaton, Ensemble für alte Musik, Köln.    FSM 97 208.
- 1993 - [GOT] The Voice in the Garden. Spanish Songs and Motets, 1480-1550. Gothic Voices. Christopher Page. Hyperion 66653.
- 1995 - [CAN] Canciones, Romances, Sonetos. From Juan del Encina to Lope de Vega. La Colombina. Accent 95111.
- 1998 - [UFF] Música no tempo das Caravelas. Música Antiga da UFF.
- 2000 - [SPI] Pilgerwege. Freiburger Spielleyt. Verlag der Spielleute CD 0003.
- 2001 - [GUI] Cançoner del duc de Calàbria. Duos i Exercicis sobre els vuit tons. In Canto. La mà de guido 2043.
- 2002 - [DUF] Cancionero. Music for the Spanish Court 1470-1520. The Dufay Collective. Avie AV0005.
- 2005 - [MAP] Música cortesana en la Europa de Juana I de Castilla 1479-1555. Las Cortes europeas y los Cancioneros. Música Antigua. Eduardo Paniagua. Pneuma PN-710.